# Huwajs Umm Dżurn
Huwajs Umm Dżurn (arab. حوايس أم جرن) – wieś w Syrii, w muhafazie Hama. W 2004 roku liczyła 265 mieszkańców.